# Черезь

Черезь — река в России, протекает в Большеболдинском районе Нижегородской области. Устье реки находится в 43 км по правому берегу реки Чека. Длина реки составляет 14 км. В верховьях также называется Чиреси.
Исток реки севернее села Казаковка (Новослободский сельсовет) в 15 км к юго-западу от райцентра — села Большое Болдино. Река течёт на север и северо-запад, протекает село Чиреси (Пермеевский сельсовет). Приток — Оржа (левый). Впадает в Чеку у деревни Головачёвка (Молчановский сельсовет).

## Данные водного реестра
По данным государственного водного реестра России относится к Верхневолжскому бассейновому округу, водохозяйственный участок реки — Сура от устья реки Алатырь и до устья, речной подбассейн реки — Сура. Речной бассейн реки — (Верхняя) Волга до Куйбышевского водохранилища (без бассейна Оки).
По данным геоинформационной системы водохозяйственного районирования территории РФ, подготовленной Федеральным агентством водных ресурсов:
- Код водного объекта в государственном водном реестре — 08010500412110000039463
- Код по гидрологической изученности (ГИ) — 110003946
- Код бассейна — 08.01.05.004
- Номер тома по ГИ — 10
- Выпуск по ГИ — 0